# Jacarilla
Jacarilla è un comune spagnolo situato nella comunità autonoma Valenciana.